# Notre-Dame-de-Lorette metróállomás
A Notre-Dame-de-Lorette egy metróállomás Franciaországban, Párizsban a párizsi metró 12-es metróvonalán. Tulajdonosa és üzemeltetője a RATP.

## Metróvonalak
Az állomást az alábbi metróvonalak érintik:
- 12-es metróvonal

## Kapcsolódó állomások
A metróállomáshoz az alábbi állomások vannak a legközelebb:
- Saint-Georges (Mairie d’Aubervilliers, 12-es metróvonal)
- Trinité – d’Estienne d’Orves (Mairie d’Issy, 12-es metróvonal)